# 方城県
方城県（ほうじょう-けん）は中華人民共和国河南省南陽市に位置する県。

## 行政区画
- 街道:鳳瑞街道、釈之街道、赭陽街道
- 鎮:独樹鎮、博望鎮、拐河鎮、小史店鎮、趙河鎮、広陽鎮、券橋鎮、清河鎮、四里店鎮、古荘店鎮、楊集鎮、柳河鎮、二郎廟鎮、楊楼鎮
- 民族郷:袁店回族郷